# روبرتینو پوگلیارا
روبرتینو پوگلیارا (انگلیسی: Robertino Pugliara؛ زادهٔ ۲۱ فوریهٔ ۱۹۸۴) بازیکن فوتبال اهل آرژانتین است.
از باشگاه‌هایی که در آن بازی کرده‌است می‌توان به باشگاه فوتبال پرسیجا جاکارتا، باشگاه فوتبال پرسیب باندونگ، باشگاه فوتبال پی‌اس‌ام ماکاسار، باشگاه ورزشی سن لورنسو آلماگرو، و باشگاه فوتبال پرسیپورا جایاپورا اشاره کرد.